# هال جيل
هال جيل (بالإنجليزية: Hal Gill)‏ هو لاعب هوكي الجليد أمريكي، ولد في 6 أبريل 1975 في كونكورد في الولايات المتحدة.

## وصلات خارجية
- هال جيل على موقع دوري الهوكي الوطني (الإنجليزية)
- هال جيل على موقع EliteProspects.com (الإنجليزية)
- هال جيل على موقع HockeyDB.com (الإنجليزية)
- هال جيل على موقع Hockey-Reference.com (الإنجليزية)